# Citharoceps fidicina
Espèce
Synonymes
- Ariadna fidicina (Chamberlin, 1924)

Citharoceps fidicina est une espèce d'araignées aranéomorphes de la famille des Segestriidae.

## Distribution
Cette espèce se rencontre aux États-Unis dans le Sud de la Californie et au Mexique en Basse-Californie de Pacific Grove à Ensenada,,.

## Description
Les femelles décrites par Beatty en 1970 mesurent de 7,8 à 10,8 mm et le mâle décrit par Giroti et Brescovit en 2015 5,2 mm.

## Publication originale
- Chamberlin, 1924 : The spider fauna of the shores and islands of the Gulf of California. Proceedings of the California Academy of Sciences, sér. 4, vol. 12, p. 561-694 (texte intégral).